# رزم‌ناو کلاس پنساکولا
کروزر کلاس پنساکولا (به انگلیسی: Pensacola-class cruiser) یک کلاس از کشتی است که طول آن ۵۸۵٫۵ فوت (۱۷۸٫۵ متر) می‌باشد.